# 가스학교
미국 육군 가스학교(United States Army Gas School)는 1917년 미국 버지니아주 페어팩스 카운티에 첫 설립되어 현재에 이르고 있는 미국 국립 육군 화생방 전술 교육기관이다.

## 역사
1917년 미국 버지니아주 페어팩스 카운티에 미국 육군 가스화생방 전술학교로 첫 개교되었으며 이듬해 1918년 미국 육군 화생방학교로 교명이 개칭되었고 3년 후 1921년 미국 육군 가스학교로 교명이 개칭되어 현재에 이르고 있다.

## 분교
1924년 미국 육군 가스학교의 분교로써 미국 육군 과학전학교가 미국 워싱턴에 설치되어 현재에 이르고 있으며 이듬해 1925년 미국 육군 가스학교의 분교로써 미국 육군 화공학교가 미국 펜실베이니아주 랭커스터에 설치되어 현재에 이르고 있다.

## 같이 보기
- CBRN학교